# I Love New York (serie de televisión)
I Love New York es un reality show, spin-off del reality Flavor of Love, transmitido por VH1.
La protagonista es Tiffany Pollard, más conocida como "New York" en las temporadas 1 y 2 de Flavor of Love. En ambas temporadas del reality, Pollard resultó semifinalista. Finalmente, en busca de una pareja estable, se le propuso a Tiffany crear su propio show de citas, titulado I Love New York. Durante el último episodio, "La reunión", el ganador, "Tango" (Patrick S. Hunter), terminó su relación con Pollard. Para la segunda temporada de I Love New York, el ganador resultó ser Tailor Made.
A Tiffany Pollard la acompañan Sister Patterson, o Hermana Patterson, su madre, que la ayuda a tomar la decisión de a cual de los concursantes debe ir eliminando. Además, en la primera temporada la acompañó su asistente Mauricio Sánchez, más conocido como "Chamo". La segunda temporada fue anunciada el 29 de abril durante un comercial de la serie Charm School.
| Temporada         | Inicio de la Temporada | Fin de la Temporada     | Reunión             | Ganador                         | Segundo Lugar         | Número de participantes | Número de Episodios |
| ----------------- | ---------------------- | ----------------------- | ------------------- | ------------------------------- | --------------------- | ----------------------- | ------------------- |
| I Love New York 1 | 8 de enero de 2007     | 2 de abril de 2007      | 15 de abril de 2007 | Patrick Hunter "Tango"          | Kamal Givens "Chance" | 20                      | 12                  |
| I Love New York 2 | 8 de octubre de 2007   | 17 de diciembre de 2007 | 6 de enero de 2008  | George Weisgerber "Tailor Made" | Ezra Masters "Buddha" | 20                      | 13                  |

- Datos: Q1655223